# Fivizzano
 Fivizzano je italské město v oblasti Toskánsko, jedno z velkých sídel provincie Massa-Carrara. Leží asi 140 km severozápadně od Florencie, 30 až 35 km severně od hlavních měst stejnojmenné provincie Massy a Carrary. Patří pod něj čtyři desítky osad a místních částí. Žije v něm přibližně 7 100 obyvatel.

## Historie

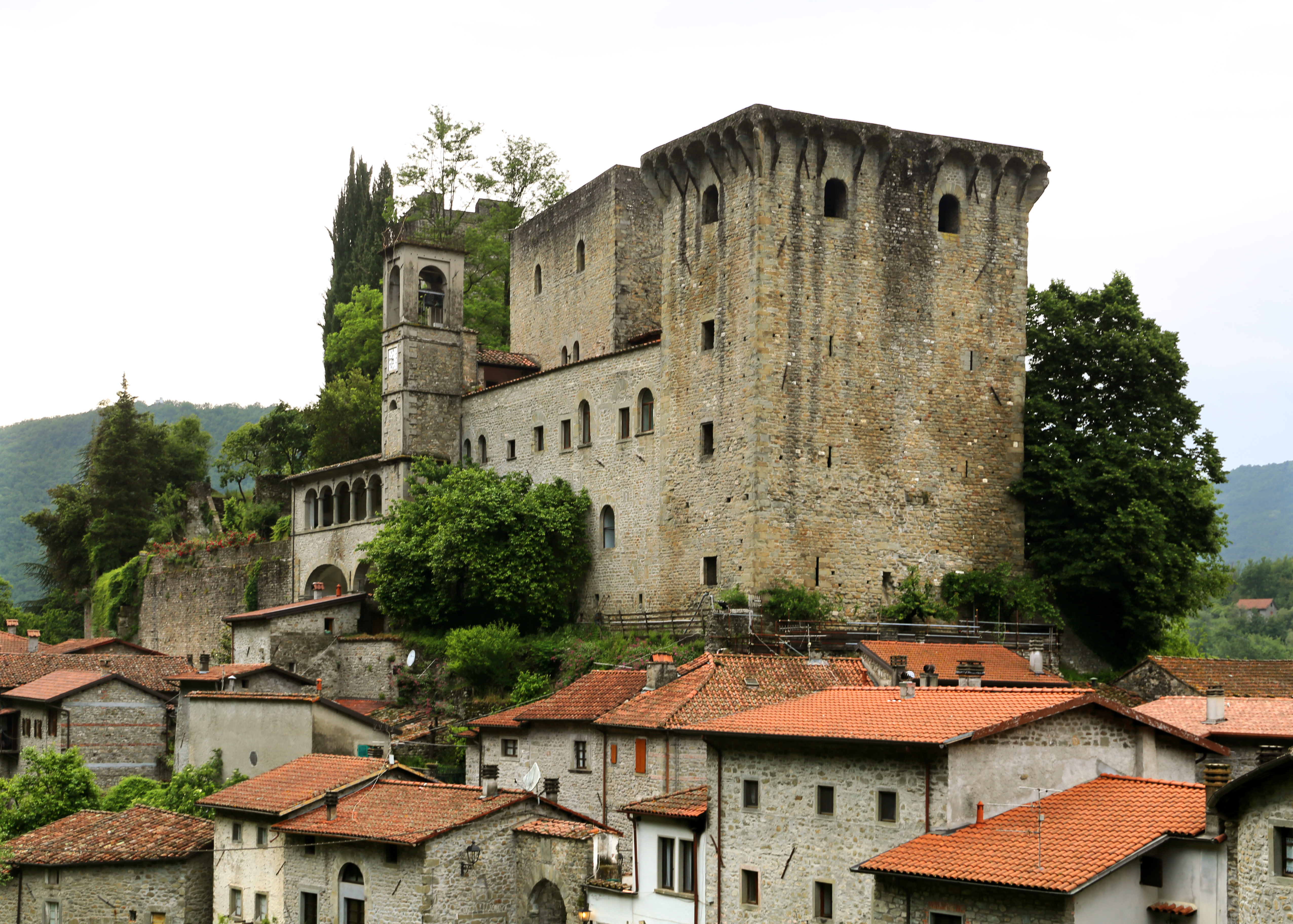
Hrad (pevnost) Verrucola

prvním sídlem byla římská antická pevnost Varicelum. Od středověku patřilo město šlechtické rodině Malaspinů, kteří na místě antické stavby vybudovali hrad, poprvé písemně zmíněný roku 1044, později jej dala přestavět a obývala rodina Bosi. V roce 1477 se po bojích město dostalo pod nadvládu Medicejských a Florentské republiky. Ti zde roku 1478 postavili městské hradby, které byly v roce 1540 obnoveny a dochovaly se ve zdivu i se čtyřmi městskými branami dosud. Na Cosima III. Medicejského upomínají pamětní desky (například na kašně). Nositeli kultury a vzdělanost byli augustiniáni poustevníci.
Roku 1849 bylo město odměněno titulem Città nobile (vznešené, urozené). V roce 1920 jím otřáslo silné zemětřesení.
Během druhé světové války bylo město okupováno nacisty. Od května do září 1944 jejich 16. pancéřová divize s velitelem SS Walterem Rederem a podporou italských Černých brigád zmasakrovala přes 400 obyvatel, včetně žen, dětí a starých lidí. Při útoku spojeneckých bombardérů 13. července 1944 bylo zabito 36 civilistů a zdemolována část architektury v centru města.

## Památky

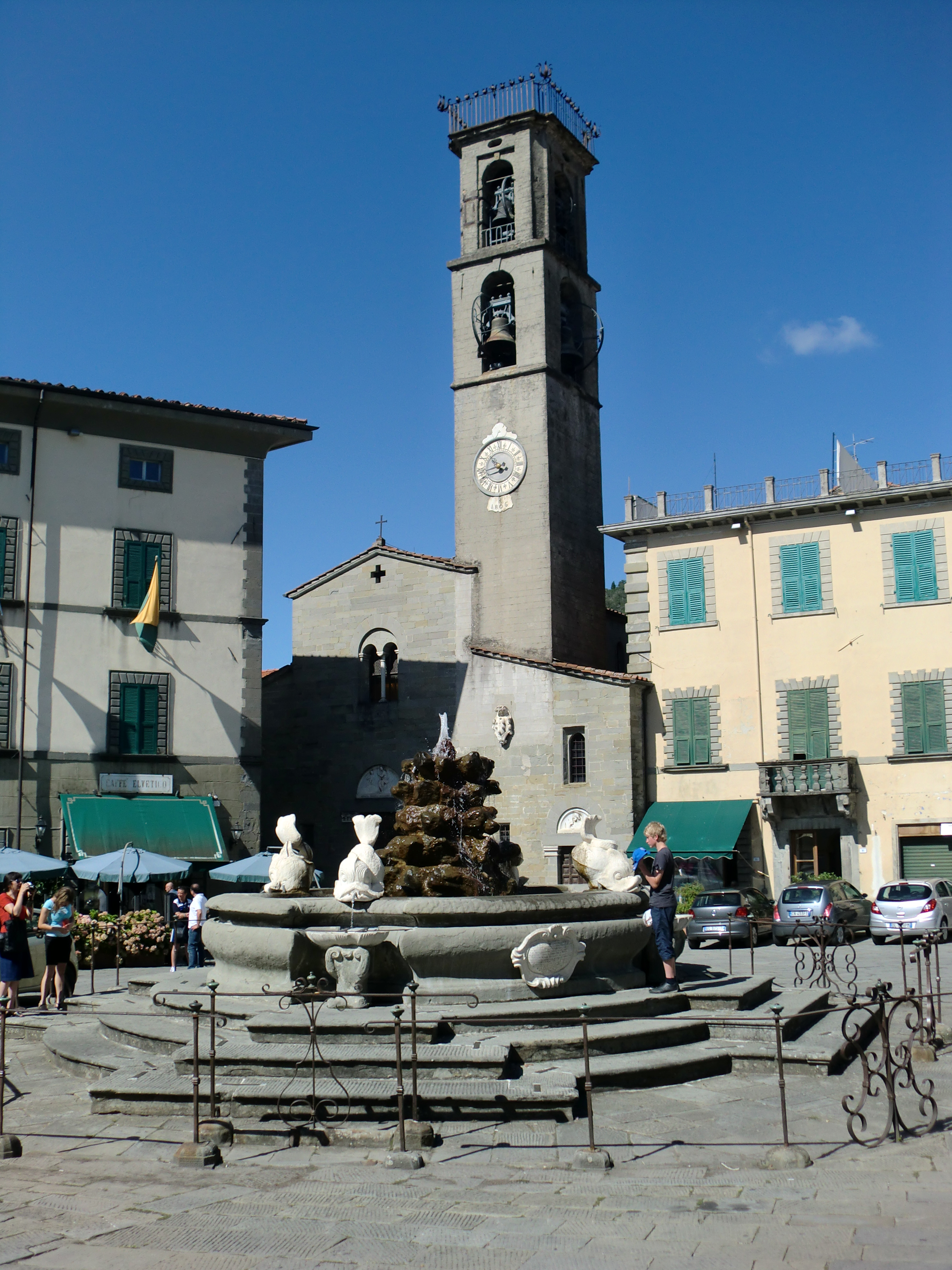
Medicejské náměstí s kašnou a kostelem sv. Jakuba a Antonína

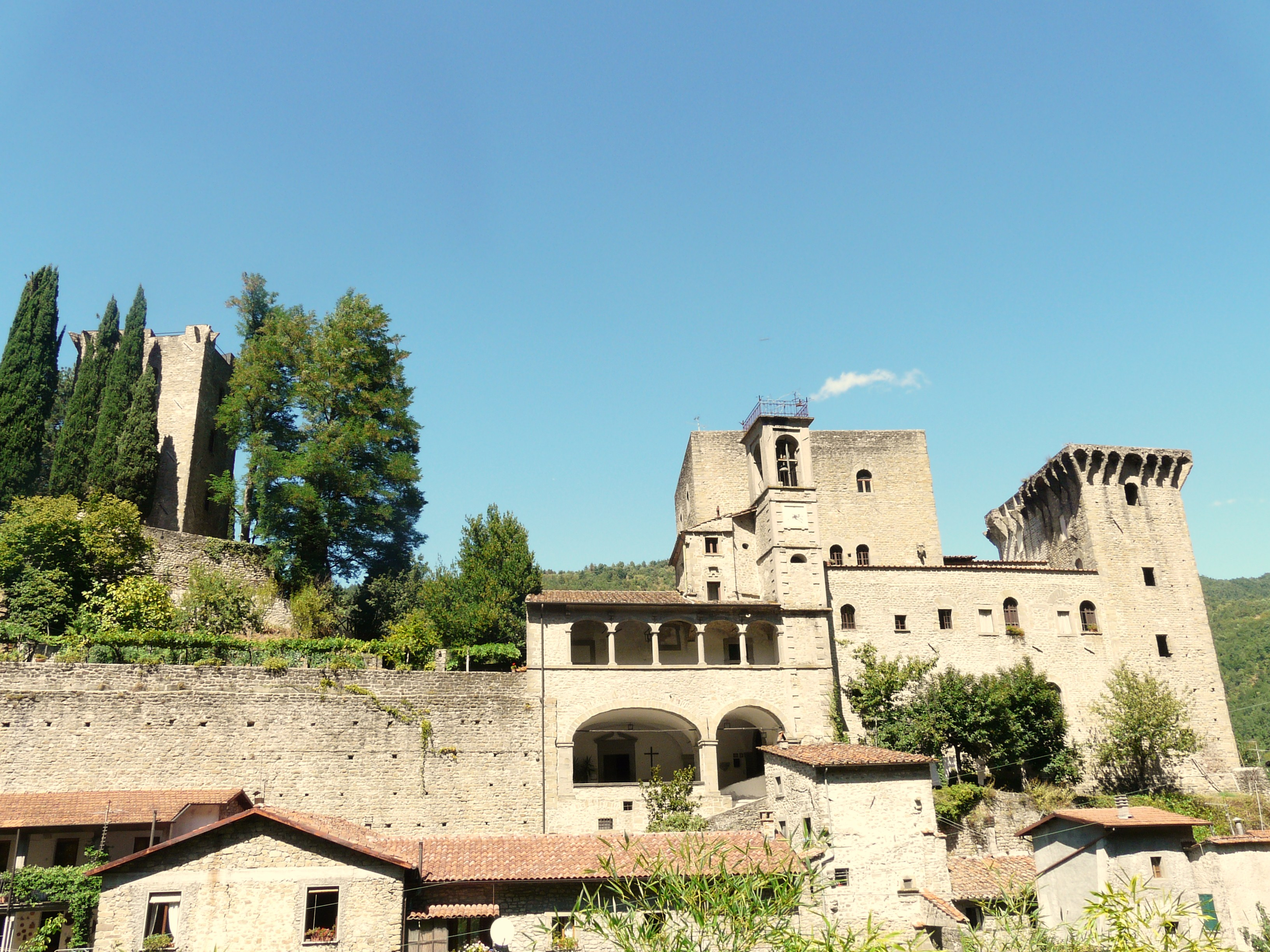
Verrucola, objekt rodiny Bosi

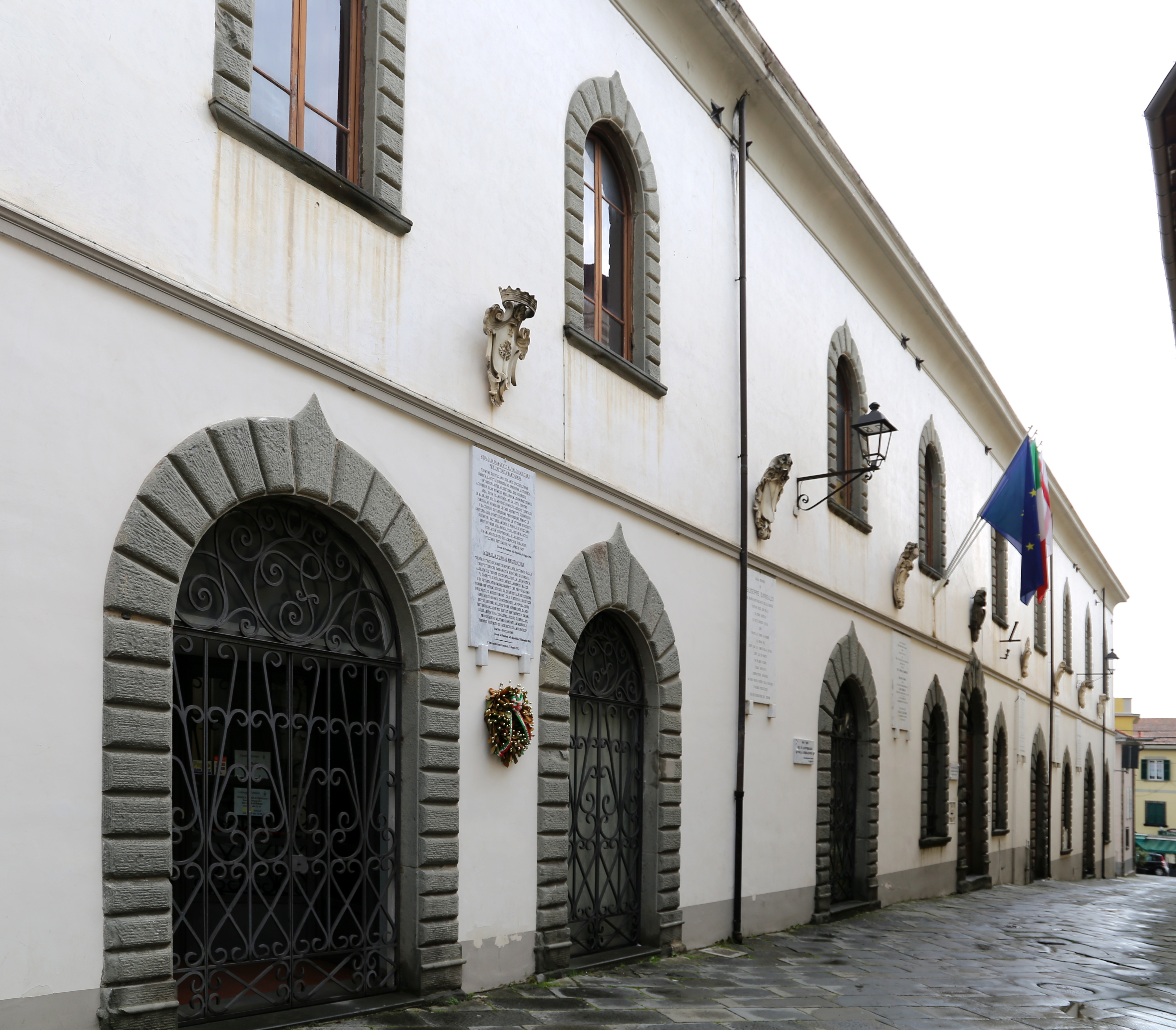
Radnice

- Hrad Verrucola s románskou kaplí sv. Markéty z poloviny 12. století, románská hranolová věž a hradební zdi Malaspinů, obytné křídlo rodiny Bosiů
- Hrad Castello dell'Aquilla v místní části Gragnola
- San Geminiano - kostel sv. Geminia, nejstarší chrám města
- Kostel Zvěstování P. Marie v místní části Pognana (připomínán r. 1148)
- Kostel sv. Jakuba a sv. Antonína opata; gotická stavba z roku 1377, barokní oltářní obraz Vzkříšení Lazara namaloval Pietro Sorri; sv. Antonín je patronem města
- Radnice - goticko-renesanční stavba
- Pallazzo Fantoni Bononi (muzeum)
- Bývalý konvent augustiniánů eremitů (nyní knihovna a muzeum)
- Museo San Giovanni

## Slavnosti
- Svátek sv. Antonína opata, patrona města s procesím se každoročně slaví 17. ledna.
- Disfida degli Arceri di terra e di Corte- soutěž v historické lukostřelbě, každoročně v červenci na náměstí Piazza Medicea.
- Tangoworld, festival argentinského tanga, jeden z největších v Itálii, koná se v září.

## Osobnosti spjaté s městem
- Papež Mikuláš V. - narodil se zde, busta je umístěna u augustiniánů
- Giovanni Gargiolli - italský renesanční architekt
- Sandro Bondi - italský politik
- Giorgia Fumanti - italská sopranista, zdejší rodačka